# Anita Martinović
Anita Martinović (Slavonski Brod, 24. siječnja 1984.) hrvatska je televizijska voditeljica. 

## Životopis
Rođena je 1984. godine u Slavonskom Brodu. Radila je u modnoj prodaji nakon što je završila studij modnog dizajna. Danas živi u Zagrebu.

## Karijera
Godine 2019. sudjelovala je u RTL-ovoj emisiji Gospodin Savršeni kao kandidatkinja u drugoj sezoni. Od 2021. godine djeluje kao voditeljica RTL-ove emisije Ljubav je na selu, zamijenivši dotadašnju Marijanu Batinić.

## Filmografija

### Televizija
| Godina        | Naslov                             | Uloga                     | Izvori |
| ------------- | ---------------------------------- | ------------------------- | ------ |
| 2008.         | Punom parom                        | nepoznato                 | [ 4 ]  |
| 2018.         | Gospodin Savršeni                  | kandidatkinja 2. sezone   | [ 2 ]  |
| 2021. – danas | Ljubav je na selu                  | voditeljica od 13. sezone | [ 3 ]  |
| 2023.         | Domaće i tradicionalno sa Špičekom | gost                      | [ 5 ]  |

## Vanjske poveznice
- Službena stranica na Instagramu